# Schützenpanzer Lang HS.30
Schützenpanzer Lang HS.30, tên cũ là Schützenpanzer, lang, Typ 12-3, hay viết tắt SPz lg 12-3 (tiếng Đức là "Xe tăng-bộ binh, dài, kiểu 12-3"), là một mẫu xe thiết giáp bộ binh của Tây Đức phát triển từ năm 1956 đến năm 1958. Nó được thiết kế bởi công ty Hispano-Suiza của Thuỵ Sỹ, với động cơ của Rolls-Royce. Do nguyên mẫu gặp nhiều trục trặc về mặt cơ khí, chỉ có 2.176 chiếc được sản xuất mặc dù Tây Đức dự định sẽ sản xuất 10.680 chiếc. Xe thiết giáp được trang bị pháo tự động 20 mm, tương tự như các mẫu xe chiến đấu bộ binh cùng thời.
Mẫu thiết kế đã tỏ ra có nhiều thiếu sót, và việc sản xuất bị ảnh hưởng bởi bê bối chính trị lớn ở Tây Đức vào những năm 1960s. Đã có tổng cộng 2.176 chiếc SPz HS.30 ở các phiên bản khác nhau được chế tạo cho đến năm 1962, theo đó, chính phủ Tây Đức đã tiêu tốn 517 triệu DM, khoảng 238.000 DM cho mỗi chiếc. HS.30 đã được đưa vào phục vụ trong tiểu đoàn xe thiết giáp Panzergrenadier vào năm 1960 và được thay thế bởi xe chiến đấu bộ binh Marder từ năm 1971.

## Thiết kế và học thuyết
Từ bỏ học thuyết quân sự của Mỹ khi đó là xe thiết giáp bộ binh nên chỉ có vai trò chuyên chở binh lính trên chiến trường mà không trực tiếp tham gia chiến đấu, người Đức đã phát triển xe thiết giáp bộ binh HS.30 có khả năng chiến đấu bên cạnh xe tăng và cung cấp lá chắn cho lính bộ binh cơ giới. Quân đội Đức đã đi đến quyết định này dựa trên kinh nghiệm khi sử dụng Panzergrenadiere (xe thiết giáp bộ binh) trong chiến tranh thế giới thứ 2. Học thuyết của người Đức là sử dụng SPz 12-3 như là một vũ khí cho các tiểu đội bộ binh xung kích, và bộ binh xung kích được huấn luyện để có thể sử dụng xe thiết giáp trong hoạt động tấn công cũng như phòng thủ. Không giống như xe thiết giáp M113 của Mỹ, xe thiết giáp HS.30 không thể bơi, nhưng theo học thuyết của Đức, nó là thành phần chiến đấu đi kèm với xe tăng chủ lực vốn cũng không có khả năng bơi, và theo các nhà thiết kế Đức thì đây không phải là một nhược điểm quá lớn.

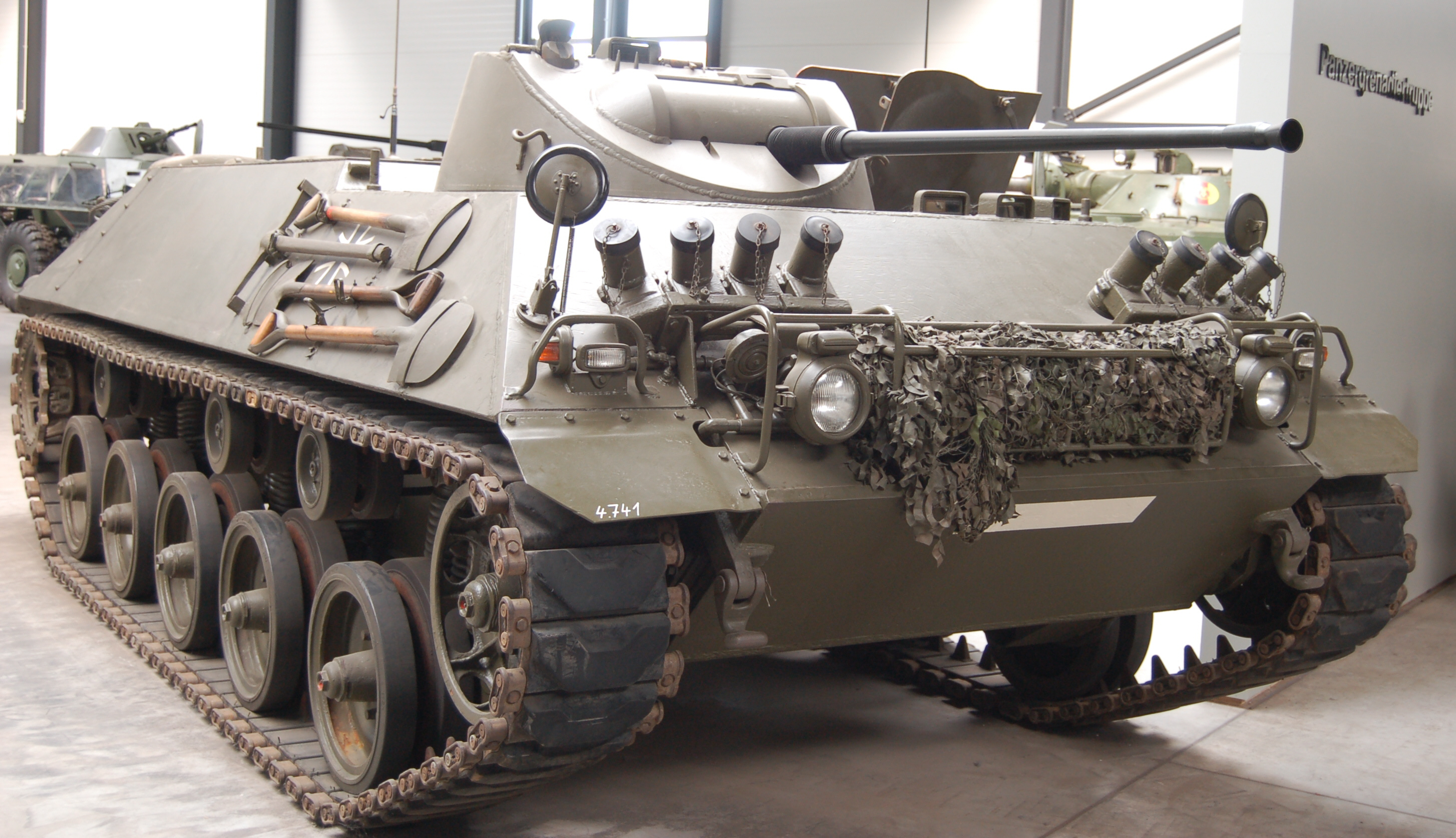
HS.30 trưng bày tại Bảo tàng tăng thiết giáp Đức năm 2008

Xe bọc thép HS.30 được trang bị một tháp pháo nhỏ với khẩu pháo tự động 200mm Hispano-Suiza HS.820 cùng với kính ngắm tiềm vọng 15×15. Vai trò của pháo cỡ nòng 20mm trong học thuyết của Đức là dùng để bắn máy bay trực thăng, vũ khí chống tăng và xe thiết giáp nhẹ của đối phương, giúp xe tăng chủ lực được tập trung vào nhiệm vụ tiêu diệt xe tăng đối phương. Ngoài ra, với việc trang bị tháp pháo cỡ nhỏ, HS.30 còn thấp hơn M113 0,6 m dẫn đến việc nó khó bị bắn trúng hơn. Xe thiết giáp HS.30 mang được 2.000 viên đạn pháo 20 mm.  Giáp trước của xe có khả năng chống đạn 20 mm. Việc bổ sung thêm giáp khiến cho HS.30 nặng hơn 4 tấn khi so với M113, dù cho nó chỉ chở được một nửa phân đội bộ binh so với M113. Binh lính bên trong xe có thể bắn ra bên ngoài qua các cửa sập trên trần xe. Các nhà quân sự người Đức cho rằng đây là một nhược điểm lớn khi quân đội Liên Xô tấn công bằng vũ khí hoá học khi xảy ra chiến tranh giữa hai khối NATO và Warsaw.

## Đặc tính kỹ thuật và so sánh HS.30 với các loại xe thiết giáp khác
| Loại xe                     | Vũ khí chính                                                               | Giáp trước                   | Chiều cao | Số lượng binh sĩ đi kèm | Năm giới thiệu |
| --------------------------- | -------------------------------------------------------------------------- | ---------------------------- | --------- | ----------------------- | -------------- |
| HS.30 (Đức)                 | 20 mm HS-820                                                               | 30 mm góc chạm 45°           | 1,85 m    | 5                       | 1960           |
| AMX-VCI (Pháp)              | 12,7 mm M2 Browning machine gun (sau đổi sang sử dụng pháo 20mm)           | 15 mm góc chạm 45°           | 2,1 m     | 10                      | 1957           |
| M113 (Mỹ)                   | 12.7 mm M2 HMG                                                             | 38 mm aluminium góc chạm 45° | 2,5 m     | 11                      | 1960           |
| BTR-50P (Liên Xô)           | 7.62 mm SGMB machine gun (Một số được trang bị súng máy hạng nặng 14,5 mm) | 11 mm thép góc chạm 60°      | 1,97 m    | 20                      | 1954           |
| FV432 (Anh)                 | 7,62 mm FN MAG                                                             | 12,7 mm thép                 | 2,28 m    | 10                      | 1962           |
| Pansarbandvagn 301 (Sweden) | 20 mm akan m/45B (Bofors 20 mm automatic gun L/70)                         | 8 – 50 mm thép               | 2,64 m    | 8                       | 1961           |
| Saurer 4K 4FA-G2 (Áo)       | Súng máy 12,7 mm M2 HMG/ Pháo tự động 20 mm Oerlikon Model 204             | 12 – 20 mm thép              | 2,1 m     | 6                       | 1961           |

## Tình hình chính trị, quá trình vận hành và độ tin cậy

### Quyết định đến từ chính trị
Nhu cầu trang bị vũ khí cho lực lượng lục quân Đức mới thành lập ban đầu phụ thuộc vào các yếu tố quân sự, tính kinh tế và yếu tố chính trị. Quân đội Đức cần loại xe thiết giáp giống xe AMX-13 VTP, nhưng giá thành quá đắt đỏ. Trong khi xe thiết giáp chở quân M59 của Mỹ lại quá nặng nề và cao, không phù hợp với hình dung của học thuyết quân sự của Đức. Ngoài ra có vấn đề là công nghiệp Tây Đức không có hoặc không mặn mà với việc chế tạo vũ khí, hậu quả từ sau khi chiến tranh thế giới 2 diễn ra, người Đức không xuất khẩu vũ khí ra bên ngoài, do đó những khoản đầu tư lớn cho phát triển xe chiến đấu bộ binh bị coi là không tạo ra lợi nhuận trong tương lai khi không được phép xuất khẩu. Do đó với những cân nhắc về chính trị, dường như là đúng đắn khi Tây Đức dựa vào việc xuất khẩu vũ khí trang bị cho các quốc gia Đồng minh và tập trung phát triển kinh tế. Xe thiết giáp Schützenpanzer SPz 11-2 Kurz (được phát triển từ Hotchkiss SP1A) được Pháp đặt mua, sau khi mẫu xe thiết giáp Centurion trở nên lỗi thời, đồng thời việc Mỹ cung cấp M41 Walker Bulldog và M47 Patton theo gói viện trợ quân sự, đã hình thành nên consortium, để chế tạo AFV mới tại Anh như lời đề nghị của Hispano-Suiza năm 1955, dường như hấp dẫn hơn.
Công ty Hispano-Suiza đưa ra đề nghị phù hợp với nhu cầu cùa Bộ trưởng Bộ quốc phòng Đức, với giá chỉ xấp xỉ 170.000 DM, thấp hơn 30% so với xe AMX VTP. Kết hợp với áp lực về tiến độ trang bị do NATO đưa ra là phải thành lập và trang bị cho 12 Sư đoàn thiết giáp Tây Đức cho đến năm 1960, Bộ quốc phòng Đức đã chấp thuận mẫu thiết kế của Hispano-Suiza và đặt hàng 10.680 chiếc AFV. Bản thân công ty Hispano-Suiza không có cơ sở để sản xuất xe AFV. Công ty đã mua lại bản thiết kế pháo 20 mm và sử dụng mối quan hệ trên khắp châu Âu để cuối cùng đưa ra được một chiếc AFV hoàn chỉnh.
Khi Bộ trưởng quốc phòng mới của Tây Đức là Franz Josef Strauss lên nhậm chức, ông đã đánh giá về dự án HS.30 cho thấy nhiều thiếu sót của mẫu xe này, sự kiên nhẫn dành cho Hispano-Suiza ngày càng ít đi, và cắt giảm từ 10.680 chiếc xuống còn 2.800 chiếc, với 1.089 chiếc được chế tạo bởi Leyland Motors của Anh, số còn lại sẽ được chế tạo tại nhà máy của Henschel và Hanomag tại Đức.

### Vấn đề về tính tin cậy

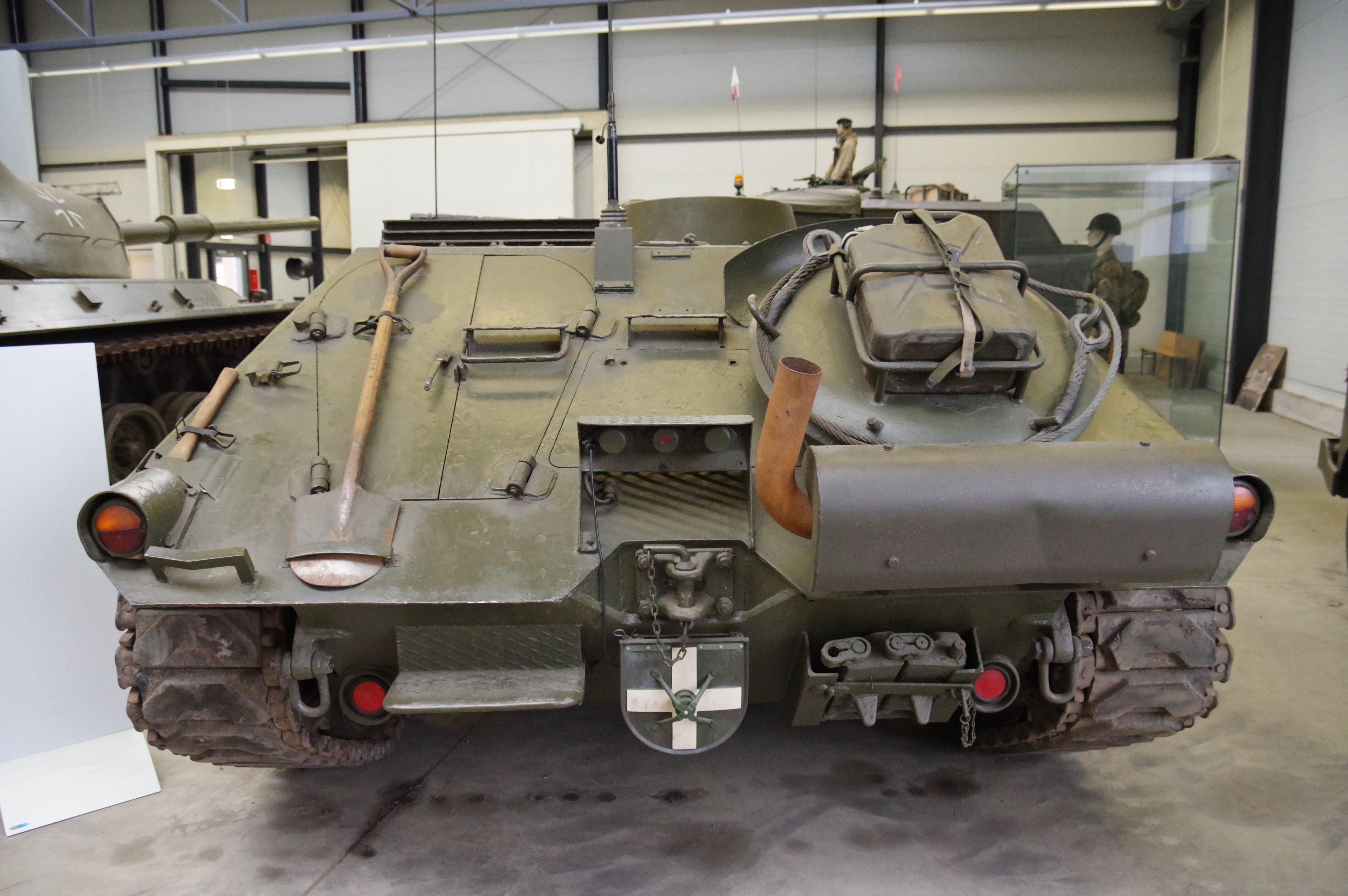
Phía sau của xe HS.30 với cửa kép bên tay trái và cấu trúc vòm che chắn cho khoang động cơ bên tay phải.

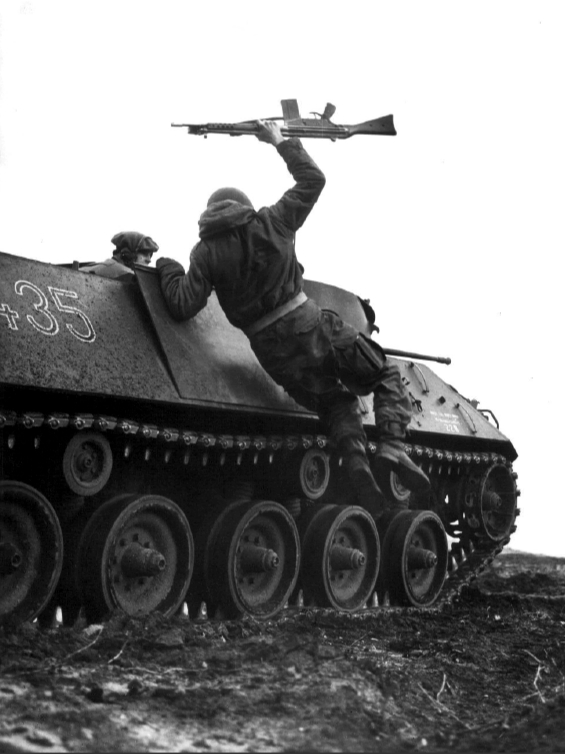
Lính Đức nhảy khỏi xe HS.30

Sau các nâng cấp, xe thiết giáp bộ binh HS.30 được tuyên bố bởi hội đồng điều tra là đã đủ điều kiện và đáp ứng các yêu cầu của quân đội. Vào năm 1965, 65% số lượng xe thiết giáp đã đi vào vận hành, tính đến năm 1968 tỉ lệ này nâng lên 85%. Các vấn đề ở các phiên bản đầu tiên trở nên nghiêm trọng đế Bộ quốc phòng phải tự đưa ra giải pháp kỹ thuật riêng.
- Truyền động - các phiên bản đầu tiên được trang bị SIDEBI- sau đó là bộ truyền động Wilson, cả hai hệ thống truyền động đều có vấn đề và sau đó được thay thế bằng hệ truyền động Allison vào năm 1965/66.[11]
- Xích xe - hệ thống bánh xích của xe Hispano-Suiza được báo cáo là sử dụng một thiết kế cũ.[13]

Ngoài ra còn có các vấn đề về tốc độ, bảo trì động cơ, khả năng leo dốc

## Phục vụ
Xe chiến đấu bộ binh HS.30 được giới thiệu cho Bundeswehr cuối năm 1959 nhưng chịu nhiều chỉ trích. Chiếc AFV ban đầu được sử dụng để trang bị cho các tiểu đoàn bộ binh cơ giới vốn chỉ sử dụng xe tải hay xe APC.
Từ 1974, xe chiến đấu bộ binh Marder đã thay thế xe HS.30 trong các đơn vị bộ binh thiết giáp Đức. Peru đã mua khoảng 20 xe HS.30 trong những năm 1970s. Các xe chiến đấu còn lại một số được đưa ra làm mục tiêu bắn và luyện tập.

## Các biến thể

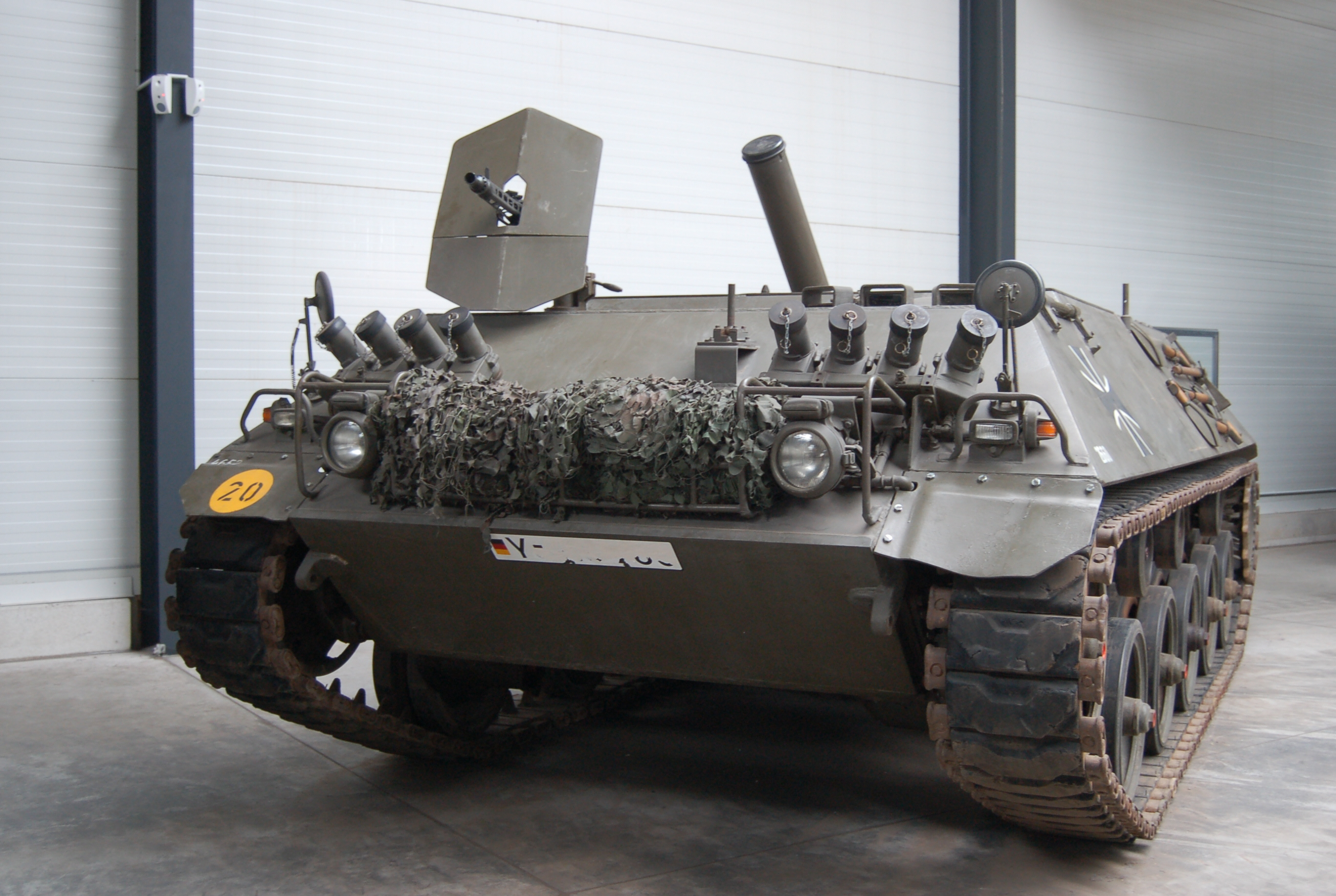
Schützenpanzer, lang, Typ 52-3 phiên bản xe tự hành mang cối 120 mm Brandt.

- Schützenpanzer, lang, Typ 12-3, (SPz lg 12-3, Gruppe) – Standard IFV variant[1]
- Schützenpanzer, lang, Typ 12-3, mit 106 mm Leichtgeschütz M40A1, (SPz lg 12-3, LGs M40A1, Panzerabwehr) – Phiên bản xe diệt tăng trang bị pháo không giật M40A1 cỡ nòng 106 mm và một pháo 20 mm. Đưa vào trang bị từ năm 1965.[1]
- Schützenpanzer, lang, Typ 21-3, (SPz lg 21-3, FüFu)[b] – Phiên bản xe chỉ huy.[1]
- Schützenpanzer, lang, Typ 51-3, (SPz lg 51-3, Panzermörser) – Pháo cối tự hành trang bị cối 81 mm.[1]
- Schützenpanzer, lang, Typ 52-3, (SPz lg 52-3, Panzermörser) – Pháo cối tự hành trang bị cối 120 mm.[1]
- Schützenpanzer, lang, Typ 81-3, (SPz lg 81-3, FLtPzArt)[c] – Phiên bản xe trinh sát pháo binh.[1][19]
- Jagdpanzer, Typ 1-3, (JPz 1-3, Kanonenjagdpanzer) – Phiên bản xe diệt tăng, dựa trên khung gầm xe HS.30. Được trang bị pháo DEFA 90 mm.[1][20]
- Raketenjagdpanzer, Typ 3-3, (RakJPz 3-3, Raketenjagdpanzer) – Xe mang tên lửa diệt tăng dựa trên khung gầm HS.30. Xe được trang bị tên lửa chống tăng điều khiển bằng dây Nord SS.11.[1]

### Bibliography
- Hammerich, H.R. (2006). Das Heer 1950 bis 1970: Konzeption, Organisation und Aufstellung. De Gruyter Oldenbourg. ISBN 978-3-486-57974-1.
- Haworth, W. Blair. The Bradley and How It Got That Way, Greenwood Publishing Group, 1999. ISBN 0-313-30974-4.
- Foss, Christopher (ed.) Jane's Armour and Artillery 1981-82, Jane's Publishing Company Limited, 1981. ISBN 0-7106-0727-X.